# J. B. Shuck
Jack Burdett Shuck III (né le 18 juin 1987 à Westerville, Ohio, États-Unis) est un ancien joueur de champ extérieur de la Ligue majeure de baseball.

## Carrière

### Astros de Houston
Joueur à l'université d'État de l'Ohio à Columbus, J. B. Shuck est repêché en sixième ronde par les Astros de Houston en 2008.
Le voltigeur fait ses débuts dans le baseball majeur avec les Astros le 5 août 2011 et à son premier match il réussit son premier coup sûr au plus haut niveau, aux dépens du lanceur Yovani Gallardo des Brewers de Milwaukee. Il maintient une moyenne au bâton de ,272 avec 3 points produits en 37 matchs pour Houston en 2011.

### Angels de Los Angeles
Après une saison 2012 passée chez les RedHawks d'Oklahoma City, le club-école des Astros, il rejoint les Angels de Los Angeles d'Anaheim le 15 novembre 2012. En 2013, il dispute 129 matchs des Angels et maintient une moyenne au bâton de ,293 avec 128 coups sûrs, dont 20 doubles, 3 triples et deux circuits, en plus de marquer 60 points. Il réussit le premier circuit de sa carrière à son 357e passage au bâton, le 29 juillet 2013 aux dépens du lanceur Matt Garza des Rangers du Texas.
Malgré ses bonnes performances en 2013, il est confiné aux mineures en 2014, les Angels ayant besoin d'un frappeur droitier avec le grand club, alors que Shuck frappe de la gauche. Malgré une moyenne au bâton de ,320 et 9 triples en 102 matchs des Bees de Salt Lake, le club-école de la Ligue de la côte du Pacifique, Shuck est misérable au bâton dans les 22 matchs qu'il dispute pour les Angels, ne frappant que pour ,167.

### Indians de Cleveland
Le 5 septembre 2014, les Angels vendent son contrat aux Indians de Cleveland, l'équipe dont Shuck était un supporteur durant sa jeunesse. Il joue 16 matchs en fin d'année pour Cleveland mais ne réussit que deux coups sûrs, et termine sa saison 2014 avec une moyenne au bâton d'à peine ,145 en 38 parties jouées au total pour les Angels et les Indians.

### White Sox de Chicago
Le 3 novembre 2014, Shuck est réclamé au ballottage par les White Sox de Chicago.